# Мозес, Кристиан
Кристиан Мозес (англ. Christian Moses; род. 10 августа 1993, Фритаун) — сьерра-леонский футболист, нападающий шведского клуба «Вернаму» и национальной сборной Сьерра-Леоне.

## Клубная карьера
Является воспитанником сьерра-леонского клуба «Доллароса». В 2011 году приехал в Швецию, где подписал контракт с местным «Ювентусом» из Вестероса. В первый сезон вместе с клубом поднялся из четвёртого шведского дивизиона в третий. В общей сложности провёл за клуб три сезона, принял участие в 45 играх, в которых забил 25 мячей. Затем вернулся на родину, где выступал за «Каллон» и «Лайон Прайд».
В январе 2017 года на правах аренды отправился в датский «Вендсюссель» из первого дивизиона. Летом срок арендного соглашения был продлён до конца года. В январе 2018 года также на правах аренды перешёл в другой датский клуб — «Виборг». По результатам сезона клуб занял вторую строчку в турнирной таблице, а Мозес сыграл 12 матчей и трижды поразил ворота соперника. В конце августа «Виборг» выкупил права на нападающего и подписал с ним контракт на два с половиной года.
В сентябре 2020 года вернулся в Швецию, став игроком «Линчёпинг Сити». В клубе провёл год, забив 15 голов в 26 матчах. Летом 2021 года перешёл в «Вернаму». Первую игру в составе клуба провёл 22 июля против «Хельсингборга. На 28-й минуте встречи Мозес открыл счёт в игре, чем помог своей команде победить (3:2). Вместе с командой по итогам сезона занял первую строчку в турнирной таблице Суперэттана, в результате чего клуб впервые в своей истории вышел в Алльсвенскан.

## Карьера в сборной
6 сентября 2015 года дебютировал за национальную сборную Сьерра-Леоне в отборочном матче Кубка африканских наций 2017 года против сборной Кот-д’Ивуара, появившись на поле в компенсированное ко второму тайму время.

## Достижения
Вендсюссель:
- Серебряный призёр Первого дивизиона: 2016/17

Виборг:
- Серебряный призёр Первого дивизиона: 2018/19, 2019/20

Вернаму:
- Победитель Суперэттана: 2021

## Клубная статистика
| Выступление      | Выступление      | Выступление      | Лига | Лига | Кубки | Кубки | Конт. кубки | Конт. кубки | Разное | Разное | Итого | Итого |
| Клуб             | Лига             | Сезон            | Игры | Голы | Игры  | Голы  | Игры        | Голы        | Игры   | Голы   | Игры  | Голы  |
| ---------------- | ---------------- | ---------------- | ---- | ---- | ----- | ----- | ----------- | ----------- | ------ | ------ | ----- | ----- |
| Ювентус          | Дивизион 4       | 2011             | 6    | 4    | 0     | 0     | 0           | 0           | 0      | 0      | 6     | 4     |
| Ювентус          | Дивизион 3       | 2012             | 19   | 11   | 0     | 0     | 0           | 0           | 0      | 0      | 19    | 11    |
| Ювентус          | Дивизион 3       | 2013             | 20   | 10   | 0     | 0     | 0           | 0           | 0      | 0      | 20    | 10    |
| Ювентус          | Итого            | Итого            | 45   | 25   | 0     | 0     | 0           | 0           | 0      | 0      | 45    | 25    |
| Вендсюссель      | Первый дивизион  | 2016/17          | 12   | 1    | 2     | 1     | 0           | 0           | 1      | 0      | 15    | 2     |
| Вендсюссель      | Первый дивизион  | 2017/18          | 19   | 9    | 0     | 0     | 0           | 0           | 0      | 0      | 19    | 9     |
| Вендсюссель      | Итого            | Итого            | 31   | 10   | 2     | 1     | 0           | 0           | 1      | 0      | 34    | 11    |
| Виборг           | Первый дивизион  | 2017/18          | 12   | 3    | 0     | 0     | 0           | 0           | 0      | 0      | 12    | 3     |
| Виборг           | Первый дивизион  | 2018/19          | 20   | 3    | 0     | 0     | 0           | 0           | 1      | 0      | 21    | 3     |
| Виборг           | Первый дивизион  | 2019/20          | 12   | 0    | 0     | 0     | 0           | 0           | 0      | 0      | 12    | 0     |
| Виборг           | Итого            | Итого            | 44   | 6    | 0     | 0     | 0           | 0           | 1      | 0      | 45    | 6     |
| Линчёпинг Сити   | Дивизион 1       | 2020             | 13   | 7    | 0     | 0     | 0           | 0           | 0      | 0      | 13    | 7     |
| Линчёпинг Сити   | Дивизион 1       | 2021             | 13   | 8    | 0     | 0     | 0           | 0           | 0      | 0      | 13    | 8     |
| Линчёпинг Сити   | Итого            | Итого            | 26   | 15   | 0     | 0     | 0           | 0           | 0      | 0      | 26    | 15    |
| Вернаму          | Суперэттан       | 2021             | 15   | 5    | 1     | 0     | 0           | 0           | 0      | 0      | 16    | 5     |
| Вернаму          | Итого            | Итого            | 15   | 5    | 1     | 0     | 0           | 0           | 0      | 0      | 16    | 5     |
| Всего за карьеру | Всего за карьеру | Всего за карьеру | 161  | 61   | 3     | 1     | 0           | 0           | 2      | 0      | 166   | 62    |

## Статистика в сборной
| Матчи и голы Кристиана Мозеса за национальную сборную Сьерра-Леоне | Матчи и голы Кристиана Мозеса за национальную сборную Сьерра-Леоне | Матчи и голы Кристиана Мозеса за национальную сборную Сьерра-Леоне | Матчи и голы Кристиана Мозеса за национальную сборную Сьерра-Леоне | Матчи и голы Кристиана Мозеса за национальную сборную Сьерра-Леоне | Матчи и голы Кристиана Мозеса за национальную сборную Сьерра-Леоне |
| №                                                                  | Дата                                                               | Оппонент                                                           | Счёт                                                               | Голы                                                               | Соревнование                                                       |
| ------------------------------------------------------------------ | ------------------------------------------------------------------ | ------------------------------------------------------------------ | ------------------------------------------------------------------ | ------------------------------------------------------------------ | ------------------------------------------------------------------ |
| 1                                                                  | 6 сентября 2015                                                    | Кот-д’Ивуар                                                        | 0:0                                                                | 0                                                                  | Отборочные матчи КАН-2017                                          |
| 2                                                                  | 10 октября 2015                                                    | Чад                                                                | 0:1                                                                | 0                                                                  | Отборочные матчи ЧМ-2018                                           |
| 3                                                                  | 13 октября 2015                                                    | Чад                                                                | 2:1                                                                | 0                                                                  | Отборочные матчи ЧМ-2018                                           |
| 4                                                                  | 9 сентября 2018                                                    | Эфиопия                                                            | 0:1                                                                | 0                                                                  | Отборочные матчи КАН-2019                                          |
| 5                                                                  | 27 марта 2021                                                      | Лесото                                                             | 0:0                                                                | 0                                                                  | Отборочные матчи КАН-2022                                          |
| 6                                                                  | 13 ноября 2021                                                     | Коморы                                                             | 0:2                                                                | 0                                                                  | Товарищеский матч                                                  |

Итого:6 матчей и 0 голов; 1 победа, 2 ничьих, 3 поражения.